# 2023年赫拉特地震
2023年10月7日，阿富汗赫拉特发生了两次地震，震级均为6.3级。第一次地震发生在阿富汗时间11:11 ，8分钟后发生里氏5.5级的地震。 11:42再來一次6.3级地震。随后发生5.9级余震。10月11日，同一地區又發生第三次6.3級地震。10月15日又发生6.4级地震。这些地震造成1,000至1,384人死亡，1,853人受伤。联合国还报告有485人失踪。伊朗也有一人受伤和轻微损坏。这些地震是阿富汗自1998年以来死亡人数最多的一次地震。

## 影响
根据联合国的记录，此次地震有1,294人死亡。塔利班官员称约有1,000 人死亡。津达詹县的11个村庄的所有房屋都被完全摧毁。聯合國还估计有11585人受到地震影响， 电话通讯也中断了。 除赫拉特省遭到破坏外，邻近的巴德吉斯省和法拉省也有房屋倒塌和人员受伤的报道。
超过1,320所房屋遭到破坏或摧毁。 泥土建造的房屋是受灾最严重的定居点；一个灾区的居民说，许多房屋在第一次地震中倒塌了。一位代表国家灾害管理局的官员说，在几个人口达1,000 人的村庄里，估计300所房屋中只有100所完好无损。

## 各方反应

### 阿富汗政府
阿富汗伊斯兰共和国：國際普遍承認的合法阿富汗總統阿什拉夫·加尼在Facebook向赫拉特的所有民眾、周圍地區的居民和所有阿富汗人民，無論是在國內還是國外，表示最深切的哀悼和慰問，以哀悼西部地區發生的強烈地震和由此造成的傷亡。并表示，我們所有阿富汗人都應團結起來，共同應對這一悲劇的後果。我們必須首先收集和公佈有關傷亡和損失的準確數據，並為受災群眾提供緊急援助。我們需要建立一個透明的援助收集、分配和問責機制，以確保援助能夠有效地分配給受災群眾。

### 國際反應
- 科索沃：韋約莎·奧斯曼尼总统向地震遇难者表示哀悼。
- 土耳其：外交部向阿富汗人民表示慰问，并对伤员的康复表示同情。
- 美国：国务卿安东尼·布林肯宣布美国正在“密切关注地震的影响”，并补充说其人道主义合作伙伴正在“响应紧急援助，支持阿富汗人民”。[需要較佳来源]
- 联合国：秘书长古特雷斯向阿富汗人民表示声援，向遇难者家属表示诚挚慰问，并祝愿伤者早日康复。[17]
- 中国：10月15日，中国向阿富汗地震灾区提供的救援物资抵达赫拉特机场。[18]